# Antnäs
Antnäs est une localité de la commune de Luleå dans le comté de Norrbotten en Suède.
Sa population était de 1 753 habitants en 2018.